# 휠베이스

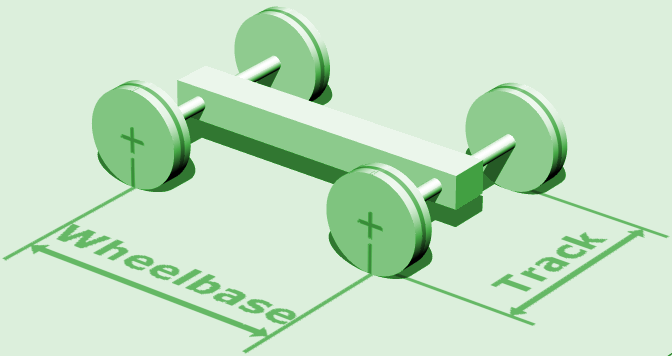

휠베이스(wheelbase)는 도로와 철로 차량에서 전륜과 후륜의 중심부 사이의 수평 거리이다. 두 축을 초과하는 도로 차량의 경우(예: 일부 트럭) 휠베이스는 스티어링(전면)축과 운전 축 그룹의 중심점 사이의 거리이다. 3축 트럭의 경우 휠베이스는 스티어링 차축과 두 후륜 차축 간 중간 지점 사이의 거리이다.

## 같이 보기
- 힘 (물리)
- 정적 평형 상태
- 무게